# Jean-Claude Fiaux
Pour l’article homonyme, voir Lélo Fiaux.
Jean-Claude Fiaux est un artiste peintre et lithographe abstrait nuagiste français né le 15 novembre 1938 à Verdun (Meuse), mort le 17 octobre 2013 dans le 15e arrondissement de Paris.

## Biographie
Jean-Claude Fiaux est élève de l'École nationale supérieure des beaux-arts en 1958, fréquentant également l'atelier de Joseph Rivière à l'Académie Julian, pour obtenir en 1960 le certificat de dessin du professorat d'État.
Il fait partie en 1958 du groupe Mouvement aux côtés des peintres Jacques Albertini, José Canès, Alberto Plaza, S.M. Félez, du sculpteur Alberto Guzmán et de l'écrivain Charles Juliet, pour être ensuite plus durablement situé, avec Frédéric Benrath, René Duvillier, Pierre Graziani, René Laubiès, Fernando Lerin et Marcelle Loubchansky, parmi les principaux représentants du nuagisme.

## Expositions

### Expositions personnelles
- Hôtel de ville de Verdun, 1959[1].
- Galerie de Beaune, Paris, à partir de 1961[1].
- Galerie Verneuil, Paris, à partir de 1961[1].
- Galerie L'Œil écoute, Paris, 1978, 1981[1].
- Galerie du 8, rue de Furstemberg, Paris, 1996[1].

### Expositions collectives
- Le groupe nuagiste, Galerie de Beaune, Paris, 1963[1].
- Option 63, Lyon, 1963.
- Salon des indépendants, Paris, 1963[1].
- Salon de mai, Paris, 1977[1].
- Galerie Art contemporain, Paris, 1979[1].
- Salon de la Société nationale des beaux-arts, Paris, 1983[1].

## Réception critique
« Jugée sur les années, l'œuvre de Fiaux peut se décomposer en plusieurs périodes. Selon René Deroudille, il apparaissait dans les années soixante comme « un expressionniste abstrait attiré par un art gestuel et vigoureusement coloré ». Une quinzaine d'années plus tard, il souligne, lors de l'exposition à la Galerie l'Œil écoute de Lyon, une « métamorphose contenue au sein d'une pudeur silencieuse ».  Plus de gestes rageurs rayant la surface immaculée… Sur l'étendue, Fiaux cherche les facteurs formels absolus, à savoir la sphère ou l'ovale de l'œuf. Il bâtit son œuvre à partir des fluctuations de la lumière-couleur, peignant des atmosphères silencieuses dans des teintes légères, diaphanes. »

— Christophe Dorny.

## Collections publiques
- Musée Thomas-Henry, Cherbourg-en-Cotentin.
- Département des estampes et de la photographie de la Bibliothèque nationale de France, Brun et blanc, lithographie, imprimerie artistique Bellini, 1972.

## Collections privées
- Hector Pascual, trois huiles sur toile ou sur panneau[2].

## Prix et distinctions
- Prix de l'Association artistique et culturelle Les Compagnons du Feu, Paris, 1987[1].